# Johan Lindby
Johan Salomon Lindby, född den 21 september 1857 i Veta socken, Östergötlands län, död den 6 mars 1915 i Linköping, var en svensk ämbetsman. Han var gift med en sondotter till Axel Wilhelm Ehrengranat.
Lindby blev student vid Uppsala universitet 1877 och avlade examen till rättegångsverken där 1882. Han blev extra ordinarie landskanslist i Östergötlands län sistnämnda år, vice häradshövding 1886, länsbokhållare i Östergötlands län  samma år och var landskamrerare där från 1901 till sin död. Lindby blev riddare av Nordstjärneorden 1907. Han vilar på Västra griftegården i Linköping.